# Carl August Ljunggren
Carl August Anton Ljunggren, född den 5 juni 1860 i Lund, död den 12 november 1934 i Trelleborg, var en svensk läkare och kirurg. Han var son till Gustaf Ljunggren och far till Gustaf och Einar Ljunggren.
Ljunggren blev medicine doktor i Lund 1895 och var lasarettsläkare i Trelleborg 1892-1926. Han arbetade med stor energi för skolbarns medicinsk-hygieniska omvårdnad.
Han gifte sig 1891 med Selma Elise Key (1867–1929), dotter till patolog Axel Key.

## Fotnoter
1. 1 2  Lars Öberg: Carl August A Ljunggren i Svenskt biografiskt lexikon